# Jan Hendrik van Rossum du Chattel
Jan Hendrik van Rossum du Chattel (* 13. Februar 1820 in Leiden; † 12. Juli 1878 ebenda) war ein niederländischer Zeichner und Genremaler der Haager Schule.

## Leben
Jan Hendrik van Rossum du Chattel, am 13. Februar 1820 in Leiden geboren, studierte zuerst an der Königlichen Akademie der Bildenden Künste in Den Haag und danach bei Alexander Hugo Bakker Korff, einem bekannten niederländischen Genremaler. 
Sein Sohn war der bekannte Landschaftsmaler Fredericus Jacobus van Rossum du Chattel.

## Ausstellungen
Von 1843 bis 1853 hatte er Ausstellungen in Den Haag und Amsterdam.